# حوزه انتخابیه خلخال و کوثر
حوزهٔ انتخابیه خلخال و کوثر یکی از حوزه‌های استان اردبیل برای انتخابات مجلس شورای اسلامی است. این حوزه به مرکزیت خلخال ۱ نماینده دارد.

## نمایندگان

### دورهٔ دهم
1. بشیر خالقی[۱]

## پی‌نوشت و منبع
1. ↑  «فارس گزارش می‌دهد
مجلس دهم در «راند» دوم تکمیل شد/ اصولگرایان و اصلاح طلبان چند کرسی در مجلس آینده دارند؟ + جدول». خبرگزاری فارس. 1392/02/11. بایگانی‌شده از اصلی در 13 سپتامبر 2016. دریافت‌شده در 1395/06/23. تاریخ وارد شده در |بازبینی=،|تاریخ= را بررسی کنید (کمک)

- «جدول حوزه‌های انتخابیه در انتخابات نهمین دورهٔ مجلس شورای اسلامی» (PDF). مرکز پژوهش و سنجش افکار صدا و سیما. بایگانی‌شده از اصلی (PDF) در ۵ اكتبر ۲۰۱۸. دریافت‌شده در ۲۰ مارس ۲۰۱۶. تاریخ وارد شده در |archive-date= را بررسی کنید (کمک)